# Campylomyza hedysari
Campylomyza hedysari är en tvåvingeart som beskrevs av Jean-Jacques Kieffer 1913. Campylomyza hedysari ingår i släktet Campylomyza och familjen gallmyggor.
Artens utbredningsområde är Italien. Inga underarter finns listade i Catalogue of Life.